# Carlo Carretto
Carlo Carretto (Alessandria, 2. travnja 1910. – Spello, 4. listopada 1988.), talijanski redovnik Duhovne obitelji Charlesa de Focaulda. Napisao djela Pustinja u gradu, Pisma iz pustinje i dr.